# Beethovenstraße 39 (Mönchengladbach)

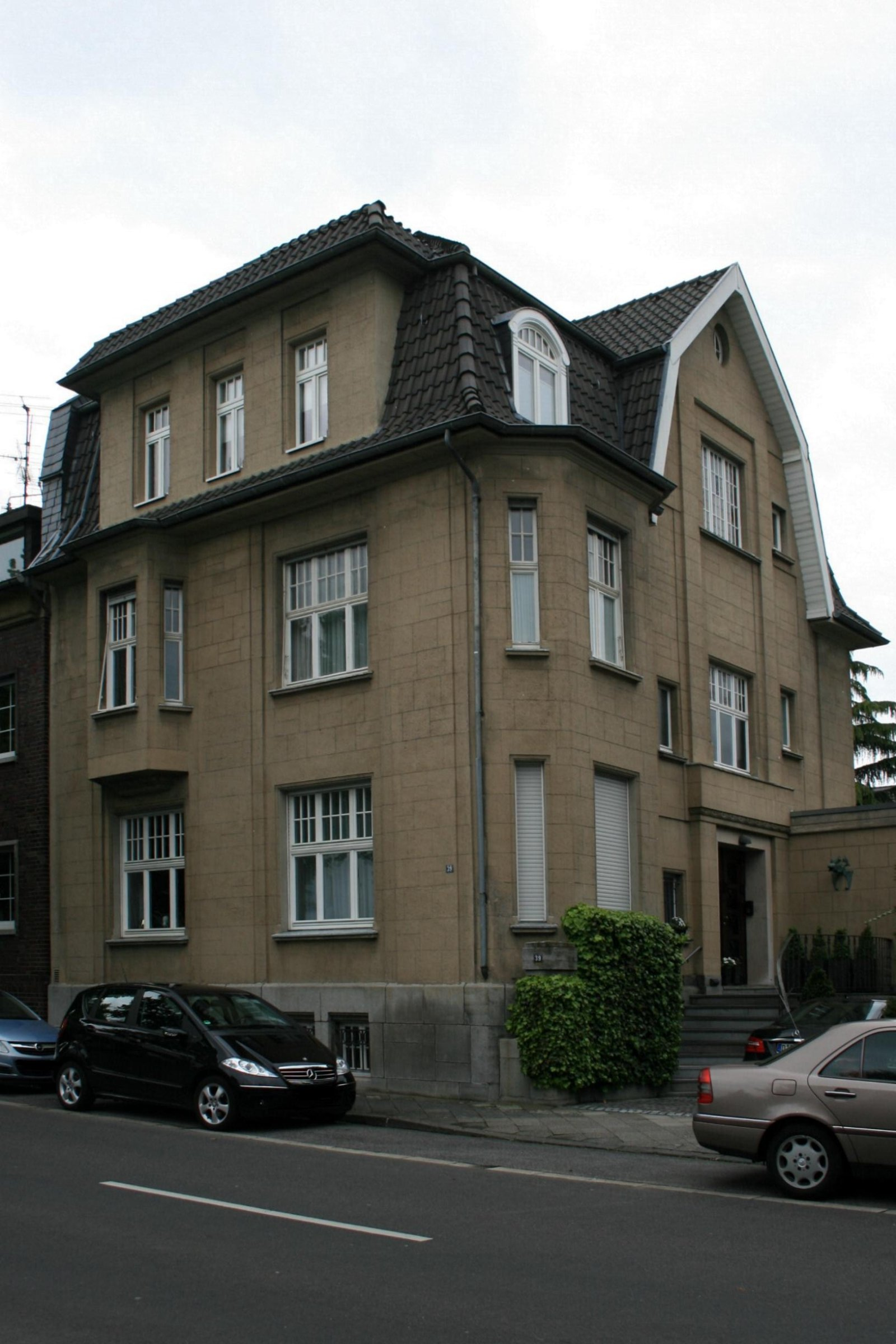
Wohnhaus (2010)

Das Wohnhaus Beethovenstraße 39 befindet sich im Mönchengladbacher Stadtteil Am Wasserturm.
Das Haus wurde um 1910 erbaut. Es ist unter Nr. B 026 am 4. Dezember 1984 in die Denkmalliste der Stadt Mönchengladbach eingetragen worden.

## Architektur
Bei dem Objekt handelt es sich um ein zweigeschossiges Einzelwohnhaus mit hohem Kellersockel und ausgebautem Mansardwalmdach aus der Zeit vor 1914. Das Haus ist erhaltenswert als architektonisch qualitätsvolles Beispiel eines repräsentativen bürgerlichen Wohnhauses.